# توبي ليونارد مور
توبي ليونارد مور (بالإنجليزية: Toby Leonard Moore)‏ هو ممثل أسترالي، ولد في 27 أبريل 1981 بسيدني في أستراليا. بدأ مشواره المهني سنة 2005.

## أعمال

### أفلام
- (2014) جون ويك[5][6]

### مسلسلات
- المليارات
- ديرديفيل

## وصلات خارجية
- توبي ليونارد مور على موقع IMDb (الإنجليزية)
- توبي ليونارد مور على موقع ألو سيني (الفرنسية)
- توبي ليونارد مور على موقع أول موفي (الإنجليزية)
- توبي ليونارد مور على موقع قاعدة بيانات الفيلم (الإنجليزية)
- توبي ليونارد مور على موقع كينوبويسك (الروسية)